# Joachim Dreifke
Joachim Dreifke (26 de diciembre de 1952) es un deportista de la RDA que compitió en remo.
Participó en dos Juegos Olímpicos de Verano en los años 1976 y 1980, obteniendo dos medallas, bronce en Montreal 1976 y oro en Moscú 1980. Ganó ocho medallas en el Campeonato Mundial de Remo entre los años 1974 y 1983.

## Palmarés internacional
| Juegos Olímpicos   | Juegos Olímpicos          | Juegos Olímpicos  | Juegos Olímpicos |
| Año                | Lugar                     | Medalla           | Prueba           |
| ------------------ | ------------------------- | ----------------- | ---------------- |
| 1976               | Montreal (Canadá)         | Medalla de bronce | Scull individual |
| 1980               | Moscú (URSS)              | Medalla de oro    | Doble scull      |
| Campeonato Mundial |                           |                   |                  |
| Año                | Lugar                     | Medalla           | Prueba           |
| 1974               | Lucerna (Suiza)           | Medalla de oro    | Cuatro scull     |
| 1975               | Nottingham (Reino Unido)  | Medalla de plata  | Doble scull      |
| 1977               | Ámsterdam (Países Bajos)  | Medalla de oro    | Scull individual |
| 1978               | Cambridge (Nueva Zelanda) | Medalla de oro    | Cuatro scull     |
| 1979               | Bled (Yugoslavia)         | Medalla de oro    | Cuatro scull     |
| 1981               | Múnich (RFA)              | Medalla de oro    | Doble scull      |
| 1982               | Lucerna (Suiza)           | Medalla de plata  | Doble scull      |
| 1983               | Duisburgo (RFA)           | Medalla de plata  | Cuatro scull     |